# The Electric Prunes (album)
The Electric Prunes (volledig: The Electric Prunes: I Had Too Much to Dream (Last Night)) is het debuutalbum van de Amerikaanse psychedelische-rockgroep The Electric Prunes. Het werd in april 1967 door Reprise Records uitgegeven. De muzikale productie werd verzorgd door Dave Hassinger. Hij spoorde de bandleden aan tot een vlugge, gehaaste afronding van de opnamen, zodat ze (nog meer) konden profiteren van het succes van hun tweede single, "I Had Too Much to Dream (Last Night)". Het liedje "Get Me to the World on Time" werd in maart/april 1967 eveneens als single uitgegeven. Bijna alle liedjes op het album werden geschreven door Annette Tucker en Nancie Mantz. De muziek werd opgenomen in een studio in Nort Hollywood (Californië). Een cd-uitgave uit 2000 bevatte de liedjes "Ain't It Hard" en "Little Oliver" als bonusnummers. Het album bereikte de 113de plaats in de Billboard 200.

## Tracklist
| Nr. | Titel                                         | Schrijver(s)                            | Duur |
| --- | --------------------------------------------- | --------------------------------------- | ---- |
| 1.  | I Had Too Much to Dream (Last Night)          | Mantz, Tucker                           | 2:55 |
| 2.  | Bangles                                       | Walsh                                   | 2:27 |
| 3.  | Onie                                          | Mantz, Tucker                           | 2:43 |
| 4.  | Are You Lovin' Me More (But Enjoying It Less) | Mantz, Tucker                           | 2:21 |
| 5.  | Train for Tomorrow                            | Lowe, Ritter, Spagnola, Tulin, Williams | 3:00 |
| 6.  | Sold to the Highest Bidder                    | Mantz, Tucker                           | 2:16 |

| Nr. | Titel                                                          | Schrijver(s)  | Duur |
| --- | -------------------------------------------------------------- | ------------- | ---- |
| 1.  | Get Me to the World on Time                                    | Mantz, Tucker | 2:30 |
| 2.  | About a Quarter to Nine                                        | Dubin, Warren | 2:07 |
| 3.  | The King Is in the Counting House                              | Mantz, Tucker | 2:00 |
| 4.  | Luvin'                                                         | Lowe, Tulin   | 2:03 |
| 5.  | Try Me on for Size                                             | Jones, Tucker | 2:19 |
| 6.  | Tunerville Trolley (ook wel "The Toonerville Trolley" genoemd) | Mantz, Tucker | 2:34 |

## Musici
- Mark Tulin - basgitaar, piano, orgel
- Preston Ritter - drums, percussie
- Ken Williams - leadgitaar
- James Spagnola - zang, slaggitaar
- Jim Lowe - zang, gitaar, tamboerijn